# Star Screen Award/Bestes Filmpaar
Der Star Screen Award Jodi No. 1 (Hindi: जोड़ी, joṛī, Jori oder Jodi; dt.: Paar) ist eine Kategorie des indischen Filmpreises Star Screen Award.
Der Star Screen Award Jodi No. 1 geht an einen Schauspieler und eine Schauspielerin, die vom indischen Publikum sehr geschätzt werden, da sie als Filmpaar sehr gut miteinander harmonierten. Shah Rukh Khan und Kajol haben diesen Preis 2002 als Erste gewonnen, galten jedoch vorher schon als das beliebteste Traumpaar Bollywoods ihrer Generation. Anders als die anderen Beliebtheitspreise wird der Jodi No. 1 ausschließlich von den Zuschauern gewählt und im Januar bekanntgegeben.
Liste der Gewinner:
| Jahr | Schauspieler und Schauspielerin        | Film                     | Deutscher Titel                          |
| ---- | -------------------------------------- | ------------------------ | ---------------------------------------- |
| 2002 | Shah Rukh Khan und Kajol               | Kabhi Khushi Kabhie Gham | In guten wie in schweren Tagen           |
| 2003 | Shah Rukh Khan und Aishwarya Rai       | Devdas                   | Devdas – Flamme unserer Liebe            |
| 2004 | Amitabh Bachchan und Hema Malini       | Baghban                  | Und am Abend wartet das Glück            |
| 2005 | Shah Rukh Khan und Preity Zinta        | Veer-Zaara               | Veer und Zaara – Die Legende einer Liebe |
| 2006 | Abhishek Bachchan und Rani Mukerji     | Bunty Aur Babli          | —                                        |
| 2007 | Shah Rukh Khan und Rani Mukerji        | Kabhi Alvida Naa Kehna   | Bis dass das Glück uns scheidet          |
| 2008 | Shah Rukh Khan und Deepika Padukone    | Om Shanti Om             | Om Shanti Om                             |
| 2009 | Abhishek Bachchan und John Abraham     | Dostana                  | Echte Freunde – Dostana                  |
| 2010 | Amitabh Bachchan und Abhishek Bachchan | Paa                      | —                                        |
| 2011 | Hrithik Roshan und Aishwarya Rai       | Guzaarish                | Guzaarish – Die Magie des Lebens         |
| 2012 | Shah Rukh Khan und Priyanka Chopra     | Don 2                    | Don – The King is back                   |
| 2013 | Ranbir Kapoor und Priyanka Chopra      | Barfi!                   | —                                        |
| 2014 | Aditya Roy Kapoor und Shraddha Kapoor  | Aashiqui 2               | —                                        |
| 2015 | Shahid Kapoor und Tabu                 | Haider                   | —                                        |
| 2016 | Shah Rukh Khan und Kajol               | Dilwale                  | —                                        |